# 태안군의 농어촌버스
태안군의 농어촌버스는 충청남도 태안군을 중심으로 운행하는 버스를 이용한 대중교통 수단으로, 운수업체로는 태안여객이 유일하다.

## 역사
- 1966년 1월 28일 : 충남교통운수(현 충남고속)가 창업하여 일반완행버스로 시작하였다.
- 1981년 1월 1일 : 충남교통운수에서 서산시내버스를 분리독립시켜 서령버스를 창업하였다.
- 1988년 12월 9일 : 서령버스 태안영업소 설치.
- 1995년 9월 13일 : 태안군내버스 면허 신규 취득.
- 1996년 1월 1일 : 서령버스에서 태안영업소를 분사시켜 그 계열사인 태안여객을 설립하였다.
- 2016년 2월 : 태안군내버스에 노선번호제를 도입하였다.

## 운임
2015년 7월 기준이다.
일반버스
| 종류 | 나이                    | 기본요금  | 기본요금  | 타 읍,면  | 타 읍,면  |
| 종류 | 나이                    | 현금 (원) | 카드 (원) | 현금 (원) | 카드 (원) |
| ---- | ----------------------- | --------- | --------- | --------- | --------- |
| 일반 | 어른 (만 19세 이상)     | 1,300     | 1,250     | 1,500     | 1,450     |
| 일반 | 청소년 (만 13세 ~ 18세) | 1,040     | 990       | 1,200     | 1,150     |
| 일반 | 어린이 (만 7세 ~ 12세)  | 650       | 600       | 750       | 700       |

시계외요금은 1km당 116.14원을 받는다.
좌석버스
| 안면도     | 1,300     |        |        |        |       |
| 창기리     | 1,500     | 1,300  |        |        |       |
| 연육교     | 1,900     | 1,300  | 1,300  |        |       |
| 남면       | 2,600     | 1,900  | 1,400  | 1,300  |       |
| 태안터미널 | 3,800     | 2,700  | 2,200  | 2,000  | 1,300 |
|            | 꽃지.방포 | 안면도 | 창기리 | 연육교 | 남면  |

## 운수 업체
2014년 12월 기준이다.
| 운행업체 | 보유 노선수 | 면허 대수 | 등록 대수 |
| -------- | ----------- | --------- | --------- |
| 태안여객 | 71          | 40        | 40        |
| 합계     | 71          | 40        | 40        |

## 노선

### 번호 체계
- 100번 단위 : 근흥면 방면
- 200번 단위 : 소원면 방면
- 300번 단위 : 원북면 방면
- 400번 단위 : 이원면 방면
- 500번 단위 : 고남면 방면
- 600번 단위 : 태안읍 방면
- 700번 단위 : 남면,안면도 방면
- 800번 단위 : 서산시 방면
- 900번 단위 : 안면읍 방면
- 1000번 단위 : 좌석버스